# WTA-toernooi van Istanbul
Het WTA-toernooi van Istanbul is een jaarlijks terugkerend tennistoernooi voor vrouwen dat wordt georganiseerd in de Turkse stad Istanbul. De officiële naam van het toernooi is sinds 2020 BNP Paribas Tennis Championship; daarvoor was het vele jaren bekend als de Istanbul Cup.
De WTA organiseert het toernooi dat in de categorie "International" c.q. WTA 250 valt. In heden en verleden wordt/werd gespeeld op gravelbanen – alleen in de periode 2009–2015 was hardcourt de ondergrond.

## Geschiedenis
De eerste editie werd in 1998 gehouden. Pas in 2005 volgde de tweede editie en daarna werd ieder jaar gespeeld tot en met 2010.
In de jaren 2011 tot en met 2013 werden in plaats daarvan de WTA Tour Championships gespeeld in Istanbul.
Sinds 2014 is het terug plaats van handeling voor een "International"-toernooi. In 2021 werd de categoriebenaming veranderd in "WTA 250".

## Finales

### Enkelspel
| Datum      | Naam                       | Cat.          | ($)           | Ondergrond        | Winnares                    | Verliezend finaliste  | Uitslag        |               |
| ---------- | -------------------------- | ------------- | ------------- | ----------------- | --------------------------- | --------------------- | -------------- | ------------- |
| 1973-07-23 | Turkish Championships      |               |               | gravel, buiten    | Dianne Fromholtz            | Wendy Turnbull        | 6-4, 6-2       | [ 2 ]         |
| 1974-07-29 | Turkish Championships      |               |               | gravel, buiten    | Raquel Giscafré             | Alena Palmeová-West   | 6-1, 6-3       | [ 3 ]         |
| 1975–1997  | geen toernooi              | geen toernooi | geen toernooi | geen toernooi     | geen toernooi               | geen toernooi         | geen toernooi  | geen toernooi |
| 1998-08-03 | Enka Open Istanbul         | Tier IV       | 107.500       | hardcourt, buiten | Henrieta Nagyová            | Olga Barabansjikova   | 6-4, 3-6, 7-6  | details       |
| 1999–2004  | geen toernooi              | geen toernooi | geen toernooi | geen toernooi     | geen toernooi               | geen toernooi         | geen toernooi  | geen toernooi |
| 2005-05-16 | Istanbul Cup               | Tier III      | 200.000       | gravel, buiten    | Venus Williams              | Nicole Vaidišová      | 6-3, 6-2       | details       |
| 2006-05-22 | Istanbul Cup               | Tier III      | 200.000       | gravel, buiten    | Shahar Peer                 | Anastasia Myskina     | 1-6, 6-3, 7-6  | details       |
| 2007-05-21 | Istanbul Cup               | Tier III      | 200.000       | gravel, buiten    | Jelena Dementjeva           | Aravane Rezaï         | 7-6, 3-0, opg. | details       |
| 2008-05-19 | Istanbul Cup               | Tier III      | 200.000       | gravel, buiten    | Agnieszka Radwańska         | Jelena Dementjeva     | 6-3, 6-2       | details       |
| 2009-07-27 | Istanbul Cup               | International | 220.000       | hardcourt, buiten | Vera Doesjevina             | Lucie Hradecká        | 6-0, 6-1       | details       |
| 2010-07-26 | Istanbul Cup               | International | 220.000       | hardcourt, buiten | Anastasija Pavljoetsjenkova | Jelena Vesnina        | 5-7, 7-5, 6-4  | details       |
| 2011–2013  | geen toernooi              | geen toernooi | geen toernooi | geen toernooi     | geen toernooi               | geen toernooi         | geen toernooi  | geen toernooi |
| 2014-07-14 | Istanbul Cup               | International | 250.000       | hardcourt, buiten | Caroline Wozniacki          | Roberta Vinci         | 6-1, 6-1       | details       |
| 2015-07-20 | Istanbul Cup               | International | 250.000       | hardcourt, buiten | Lesja Tsoerenko             | Urszula Radwańska     | 7-5, 6-1       | details       |
| 2016-04-18 | Istanbul Cup               | International | 250.000       | gravel, buiten    | Çağla Büyükakçay            | Danka Kovinić         | 3-6, 6-2, 6-3  | details       |
| 2017-04-24 | Istanbul Cup               | International | 250.000       | gravel, buiten    | Elina Svitolina             | Elise Mertens         | 6-2, 6-4       | details       |
| 2018-04-23 | Istanbul Cup               | International | 250.000       | gravel, buiten    | Pauline Parmentier          | Polona Hercog         | 6-4, 3-6, 6-3  | details       |
| 2019-04-22 | Istanbul Cup               | International | 250.000       | gravel, buiten    | Petra Martić                | Markéta Vondroušová   | 1-6, 6-4, 6-1  | details       |
| 2020-09-08 | BNP Paribas Tennis Ch'ship | International | 225.500       | gravel, buiten    | Patricia Maria Țig          | Eugenie Bouchard      | 2-6, 6-1, 7-6  | details       |
| 2021-04-19 | BNP Paribas Tennis Ch'ship | WTA 250       | 235.238       | gravel, buiten    | Sorana Cîrstea              | Elise Mertens         | 6-1, 7-6       | details       |
| 2022-04-19 | BNP Paribas Tennis Ch'ship | WTA 250       | 239.477       | gravel, buiten    | Anastasija Potapova         | Veronika Koedermetova | 6-3, 6-1       | details       |

### Dubbelspel
| Datum      | Naam                       | Cat.          | ($)           | Ondergrond        | Winnaressen                           | Verliezend finalistes                    | Uitslag           |               |
| ---------- | -------------------------- | ------------- | ------------- | ----------------- | ------------------------------------- | ---------------------------------------- | ----------------- | ------------- |
| 1998-08-03 | Enka Open Istanbul         | Tier IV       | 107.500       | hardcourt, buiten | Meike Babel Laurence Courtois         | Åsa Carlsson Florencia Labat             | 6-0, 6-2          | details       |
| 1999–2004  | geen toernooi              | geen toernooi | geen toernooi | geen toernooi     | geen toernooi                         | geen toernooi                            | geen toernooi     | geen toernooi |
| 2005-05-16 | Istanbul Cup               | Tier III      | 200.000       | gravel, buiten    | Marta Marrero Antonella Serra Zanetti | Daniela Klemenschits Sandra Klemenschits | 6-4, 6-0          | details       |
| 2006-05-22 | Istanbul Cup               | Tier III      | 200.000       | gravel, buiten    | Aljona Bondarenko Anastasija Jakimava | Sania Mirza Alicia Molik                 | 6-2, 6-4          | details       |
| 2007-05-21 | Istanbul Cup               | Tier III      | 200.000       | gravel, buiten    | Agnieszka Radwańska Urszula Radwańska | Chan Yung-jan Sania Mirza                | 6-1, 6-3          | details       |
| 2008-05-19 | Istanbul Cup               | Tier III      | 200.000       | gravel, buiten    | Jill Craybas Volha Havartsova         | Marina Erakovic Polona Hercog            | 6-1, 6-2          | details       |
| 2009-07-27 | Istanbul Cup               | International | 220.000       | hardcourt, buiten | Lucie Hradecká Renata Voráčová        | Julia Görges Patty Schnyder              | 2-6, 6-3, [12-10] | details       |
| 2010-07-26 | Istanbul Cup               | International | 220.000       | hardcourt, buiten | Eléni Daniilídou Jasmin Wöhr          | Maria Kondratjeva Vladimíra Uhlířová     | 6-4, 1-6, [11-9]  | details       |
| 2011–2013  | geen toernooi              | geen toernooi | geen toernooi | geen toernooi     | geen toernooi                         | geen toernooi                            | geen toernooi     | geen toernooi |
| 2014-07-14 | Istanbul Cup               | International | 250.000       | hardcourt, buiten | Misaki Doi Elina Svitolina            | Oksana Kalasjnikova Paula Kania          | 6-4, 6-0          | details       |
| 2015-07-20 | Istanbul Cup               | International | 250.000       | hardcourt, buiten | Darja Gavrilova Elina Svitolina       | Çağla Büyükakçay Jelena Janković         | 5-7, 6-1, [10-4]  | details       |
| 2016-04-18 | Istanbul Cup               | International | 250.000       | gravel, buiten    | Andreea Mitu İpek Soylu               | Xenia Knoll Danka Kovinić                | walk-over         | details       |
| 2017-04-24 | Istanbul Cup               | International | 250.000       | gravel, buiten    | Dalila Jakupović Nadija Kitsjenok     | Nicole Melichar Elise Mertens            | 7-6, 6-2          | details       |
| 2018-04-23 | Istanbul Cup               | International | 250.000       | gravel, buiten    | Liang Chen Zhang Shuai                | Xenia Knoll Anna Smith                   | 6-4, 6-4          | details       |
| 2019-04-22 | Istanbul Cup               | International | 250.000       | gravel, buiten    | Tímea Babos Kristina Mladenovic       | Alexa Guarachi Sabrina Santamaria        | 6-1, 6-0          | details       |
| 2020-09-08 | BNP Paribas Tennis Ch'ship | International | 225.500       | gravel, buiten    | Alexa Guarachi Desirae Krawczyk       | Ellen Perez Storm Sanders                | 6-1, 6-3          | details       |
| 2021-04-19 | BNP Paribas Tennis Ch'ship | WTA 250       | 235.238       | gravel, buiten    | Veronika Koedermetova Elise Mertens   | Nao Hibino Makoto Ninomiya               | 6-1, 6-1          | details       |
| 2022-04-19 | BNP Paribas Tennis Ch'ship | WTA 250       | 239.477       | gravel, buiten    | Marie Bouzková Sara Sorribes Tormo    | Natela Dzalamidze Kamilla Rachimova      | 6-3, 6-4          | details       |

1998 · 1999–2004 · 2005 · 2006 · 2007 · 2008 · 2009 · 2010 · 2011–2013 · 2014 · 2015 · 2016 · 2017 · 2018 · 2019 · 2020 · 2021 · 2022
ITF-toernooien (mannen en vrouwen)

ATP-toernooien (mannen) – ATP-seizoen 2025

WTA-toernooien (vrouwen) – WTA-seizoen 2025

Voormalige toernooien mannen
Voormalige toernooien vrouwen
Voormalige amateurtoernooien